# تپه یال گبری
تپه یال گبری در شهرستان خمین، بخش کمره، دهستان چهارچشمه، روستای لوزدر واقع شده و این اثر در تاریخ ۲۸ اسفند ۱۳۸۵ با شمارهٔ ثبت ۱۸۹۲۷ به‌عنوان یکی از آثار ملی ایران به ثبت رسیده است.